# Cloître-Pleyben
Cloître-Pleyben é uma comuna francesa na região administrativa da Bretanha, no departamento Finisterra. Estende-se por uma área de 20,48 km². Em 2010 a comuna tinha 537 habitantes (densidade: 26,2 hab./km²).